# Ricardo Acevedo Bernal

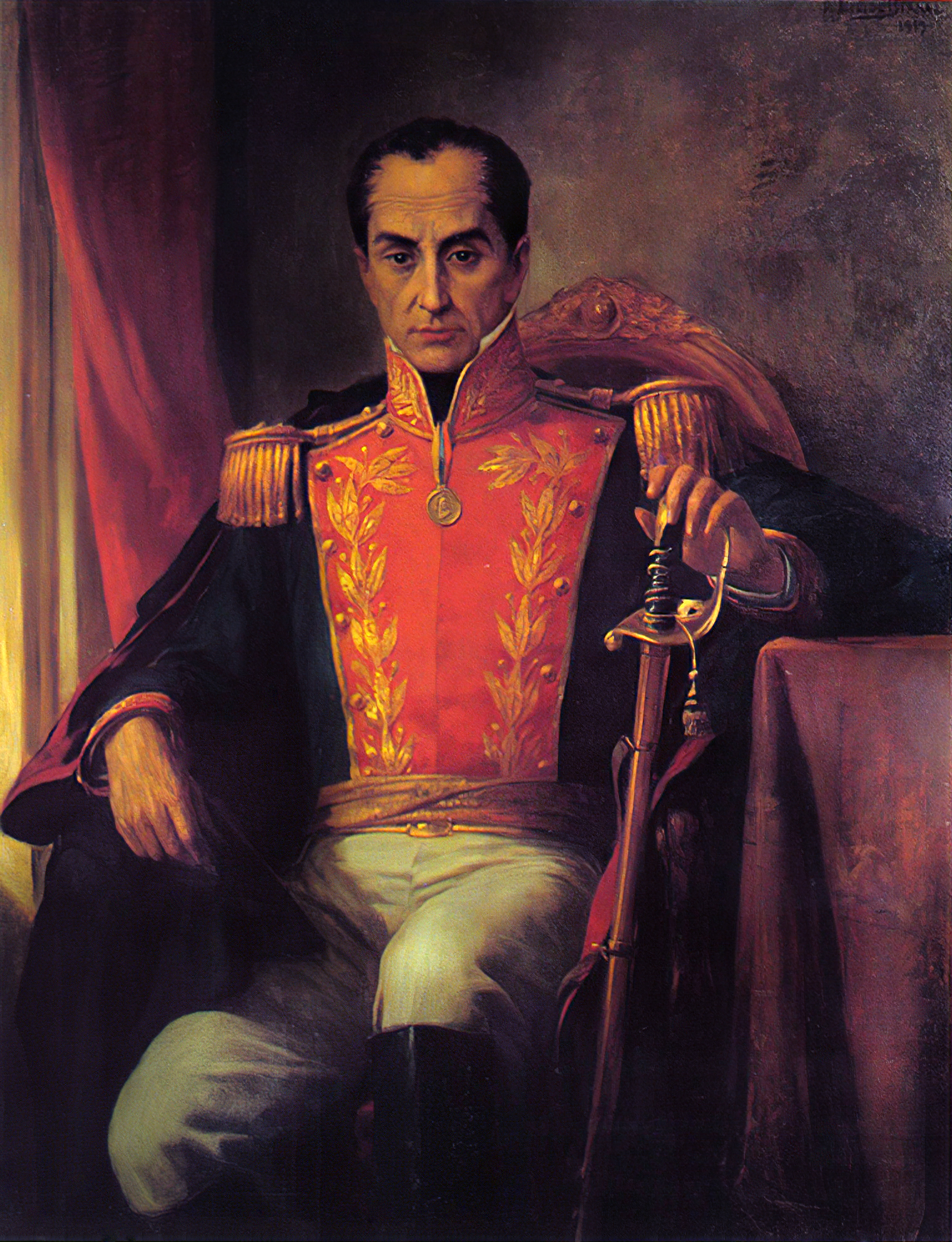
Posmrtný portrét Simóna Bolívara

Ricardo Acevedo Bernal (4. května 1867 – 7. dubna 1930) byl kolumbijský portrétista, skladatel a fotograf.

## Životopis
Narodil se v Bogotě a navštěvoval „ Colegio Mayor de San Bartolomé “, kde studoval u otce Santiaga Párama, SJ (1841-1915), poté se zapsal na „Escuela Nacional de Bellas Artes“ u Pantaleón Mendoza(es) jako jeho učitel. Později odešel do New Yorku, kde pracoval v různých fotografických studiích a zůstal tam osm let. Během svého pobytu v USA se stal členem Art Students League a pracoval s malířem Williamem Merrittem Chasem.
V roce 1898 se vrátil do Kolumbie, kde se věnoval tvorbě náboženských nástěnných maleb v několika kostelech, stal se profesorem na Escuela a v roce 1901 založil vlastní uměleckou školu.
V roce 1902 odešel do Paříže studovat na Julianovu akademii u Léona Bonnata a Tonyho Roberta-Fleuryho. Po návratu byl oceněn medailí na výstavě oslavující 100 let kolumbijské nezávislosti. V letech 1911 až 1918 byl ředitelem Escuela Nacional a založil uměleckou galerii v Národním muzeuu Kolumbie. Kromě svých portrétů historických osobností a současných osobností byl také milovníkem kolumbijské lidové hudby a složil několik pasillos.
V roce 1928 ho prezident Miguel Abadía Méndez poctil tím, že mu dal titul „Artista Máximo“. Následujícího roku byl jmenován kolumbijským konzulem v Římě. Téhož roku uspořádal svou poslední výstavu na Ibero-americké výstavě. Zemřel v Římě. V roce 1963 byly jeho ostatky a ostatky jeho manželky vráceny do Kolumbie.